# Brjastowo (obwód Chaskowo)
Brjastowo (bułg. Брястово) – wieś znajdująca się w południowej Bułgarii, w obwodzie Chaskowo, w gminie Minerałni bani. Według danych Narodowego Instytutu Statystycznego, 31 grudnia 2011 roku wieś liczyła 185 mieszkańców.